# Habrek
Habrek(německy Habrek) je vesnice a část města Ledeč nad Sázavou v okrese Havlíčkův Brod. Nachází se asi dva kilometry severně od Ledče nad Sázavou. Prochází zde silnice II/339. Habrek je také název katastrálního území o rozloze 1,64 km².

## Historie
Roku 1545 si vesnici nechala do zemských desek zapsat Markéta Ledecká z Říčan jako součást ledečského panství.

## Pamětihodnosti
- Habrecká jeskyně – jedna z jeskyní Ledečského krasu, nálezy keramiky z mladší doby kamenné